# 鲁瓦新城
鲁瓦新城（法語：Villeneuve-le-Roi，法語發音：[vilnœv lə ʁwa] ⓘ）是法国法兰西岛大区马恩河谷省的一个市镇，属于克雷泰伊区。

## 地理
鲁瓦新城（48°44'4"N, 2°24'39"E）面积8.4 平方千米，位于法国法蘭西島大區马恩河谷省，该省份为法国北部内陆省份，毗邻巴黎。
与鲁瓦新城接壤的市镇（或旧市镇、城区）包括：奥利、阿蒂斯蒙斯、帕赖维埃耶波斯特、塞纳河畔维尼厄、塞纳河畔阿布隆、圣乔治新城。

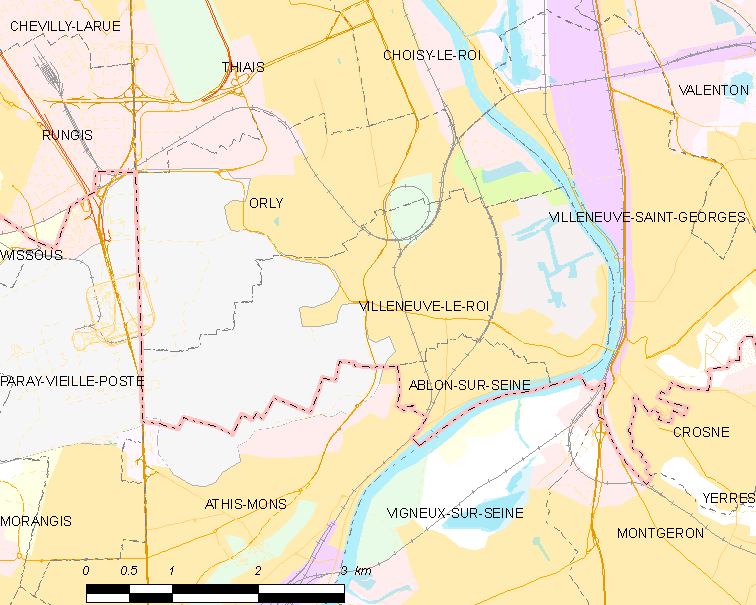
鲁瓦新城的OSM定位图

鲁瓦新城的时区为UTC+01:00、UTC+02:00（夏令时）。

## 行政
鲁瓦新城的邮政编码为94290，INSEE市镇编码为94077。

## 政治
鲁瓦新城所属的省级选区为奥利县。

## 人口

1962-2008年间鲁瓦新城人口变化图示

鲁瓦新城于2022年1月1日时的人口数量为20871人。